# Geneviève Jeanson
Geneviève Jeanson (Lachine, Mont-real, 29 d'agost de 1981) va ser una ciclista canadenca. Va guanyar diversos campionats nacionals tant en ruta com en contrarellotge. El 2007 va confessar haver consumit EPO durant la seva carrera.

## Palmarès
- 1998
  -  Campiona del Canadà júnior en ruta
  -  Campiona del Canadà júnior en contrarellotge
- 1999
  -  Campiona del món júnior en ruta
  -  Campiona del món júnior en contrarellotge
  - 1a al Mount Washington Hillclimb
- 2000
  - 1a a la Fletxa Valona
  - 1a al Tour de Snowy i vencedora d'una etapa
- 2001
  - 1a a la Copa del món ciclista femenina de Mont-real
  - 1a al Tour de Toona i vencedora de 2 etapes
  - 1a al Tour de Gila i vencedora de 4 etapes
  - 1a al Redlands Bicycle Classic i vencedora de 4 etapes
  - 1a a la Valley of the Sun Stage Race i vencedora de 2 etapes
  - Vencedora de 2 etapes al Fitchburg Longsjo Classic
- 2002
  -  Campiona del Canadà en contrarellotge
  - 1a al Tour de Gila i vencedora de 4 etapes
  - 1a a la Valley of the Sun Stage Race i vencedora d'una etapa
  - 1a al Mount Washington Hillclimb
  - Vencedora d'una etapa a la Women's Challenge
  - Vencedora d'una etapa al Redlands Bicycle Classic
  - Vencedora d'una etapa al Tour del Gran Mont-real
  - Vencedora d'una etapa a la Sea Otter Classic
- 2003
  -  Campiona del Canadà en ruta
  - 1a a la Copa del món ciclista femenina de Mont-real
  - 1a al Tour de Gila i vencedora de 3 etapes
  - 1a al Redlands Bicycle Classic i vencedora de 4 etapes
  - 1a a la Valley of the Sun Stage Race
  - 1a al Sea Otter Classic i vencedora de 2 etapes
  - 1a a la San Dimas Stage Race i vencedora de 2 etapes
  - 1a al Mount Washington Hillclimb
  - Vencedora de 2 etapes al Tour de Toona
  - Vencedora d'una etapa al Tour del Gran Mont-real
- 2004
  - 1a a la Copa del món ciclista femenina de Mont-real
  - Vencedora d'una etapa al Tour de Toona
  - Vencedora de 2 etapes al Redlands Bicycle Classic
- 2005
  -  Campiona del Canadà en ruta
  - 1a a la Copa del món ciclista femenina de Mont-real
  - Vencedora d'una etapa al Tour de Gila